# Regueira (Oza-Cesuras)
Regueira (llamada oficialmente Santa María da Regueira) es una parroquia española del municipio de Oza-Cesuras, en la provincia de La Coruña, Galicia.

## Entidades de población
Entidades de población que forman parte de la parroquia:
- Cuada (A Cuada)
- Regueira (A Regueira)
- Barbeito
- Burricios
- Carnes
- Chantada
- Coiroa
- Cova
- Mundín
- Freijo (O Freixo)
- Iglesario (O Igrexario)
- Pesco (O Pesco)
- Sejelle (Seselle)
- Candelario
- A Costa
- A Fieiteira
- Mondelo
- A Pena

## Demografía

### Parroquia
| Gráfica de evolución demográfica de Regueira (parroquia) entre 2000 y 2019 |
|                                                                            |
| Datos según el nomenclátor publicado por el INE.                           |

### Lugar
| Gráfica de evolución demográfica de A Regueira (lugar) entre 2000 y 2019 |
|                                                                          |
| Datos según el nomenclátor publicado por el INE.                         |